# Grigori Kulik
Grigori Ivánovich Kulik (em russo:  Григо́рий Ива́нович Кули́к; Poltava, 9 de novembro de 1890 - Moscou, 24 de agosto de 1950) foi um comandante militar soviético e marechal da União Soviética.
Nascido em uma família de camponeses perto de Poltava, na Ucrânia, Kulik juntou-se ao exército do Império Russo na Primeira Guerra Mundial. Mais tarde ele se juntou ao Partido Bolchevique, em 1917, e ao Exército Vermelho, no ano seguinte. Durante a Guerra Civil Russa, ele se tornou comandante da artilharia soviética.
Em 1937 Kulik tornou-se comandante da Direção Principal de Artilharia do Exército Vermelho, e permaneceu comandante das forças de artilharia soviéticas até 1941. Considerado um stalinista bajulador e um conservador militar radical, ele posicionou-se fortemente contra as reformas propostas por Mikhail Tukhachevski durante a década de 1930. Por essa razão, ele sobreviveu ao Grande Expurgo de Josef Stalin e, em 1939, tornou-se Comissário do Povo para Defesa, participando também da ocupação soviética da Polônia, em setembro. Ele comandou o ataque de artilharia soviético no início da Guerra de Inverno, e mais tarde foi premiado com o título de Herói da União Soviética, em reconhecimento por seus "serviços excepcionais para o país e coragem pessoal". Como amigo de Stalin, Kulik conseguiu convencê-lo a poupar mais de 150 mil prisioneiros poloneses da execução durante o massacre de Katin.
Em 8 de maio de 1940, Kulik foi nomeado Marechal da União Soviética, juntamente com Semion Timoshenko e Boris Shaposhnikov. Apesar de sua reputação como um oficial incompetente, sua amizade com Stalin o protegia das críticas.

## Guerra civil
Kulik começou sua carreira servindo com distinção mínima como oficial não-comissionado de artilharia do exército czarista. No início da Guerra Civil Russa, sua amizade com o bolchevique Kliment Voroshilov fez com que ele se juntasse às forças vermelhas, resultando em uma introdução pessoal a Josef Stalin e no comando da artilharia do 1º Exército de Cavalaria (co-liderado por Stalin e Voroshilov), na Batalha de Tsaritsin, em 1918.
Sua posição era quase inteiramente de natureza política, uma recompensa pela entrada de Kulik nos Vermelhos e sua lealdade a Voroshilov. O próprio Kulik não tinha nenhuma experiência em comandar equipes de artilharia, e toda a força de artilharia bolchevique em Tsaritsin consistia de 3 peças obsoletas de artilharia. Apesar de ter pouco ou nenhum efeito perceptível no resultado da batalha, a performance de Kulik de alguma forma impressionou muito Stalin.
Depois da guerra civil, Kulik continuou como um dos generais favorecidos e politicamente mais confiáveis de Stalin, e ele comandou pessoalmente a invasão da Polônia em 1919. Seu desempenho ruim resultou na sua substituição por Semion Budyonni. Imperturbável, Stalin promoveu Kulik ao cargo de primeiro Vice-Comissário do Povo para a Defesa, subordinado a Voroshilov.

## Chefe da Direção de Artilharia
A amizade de Kulik com Voroshilov, um dos únicos dois dos cinco marechais originais a sobreviver ao Grande Expurgo, resultou na sua nomeação como chefe do Diretório Principal de Artilharia, em 1935. Responsável por supervisionar o desenvolvimento e a produção de novos tanques e peças de artilharia, seu desconhecimento do tema sob sua chefia, juntamente com sua personalidade abusiva e tendência em condenar avanços tecnológicos como "sabotagem burguesa", foram um sério obstáculo para a modernização do Exército Vermelho antes da guerra com a Alemanha.
Kulik manteve suas opiniões sobre o Exército Vermelho como em 1918, a última vez que ele teve um comando de campo. Ele condenou quase todos os grandes avanços em tecnologia ou doutrina depois dessa época, muitos dos quais foram posteriormente adotados e provaram ser inestimáveis na vitória soviética durante a Segunda Guerra Mundial.
Notadamente, ele denunciou os esforços do marechal Tukhachevski, em reestruturar as forças mecanizadas do Exército Vermelho em unidades independentes, como a Panzerkorps da Wehrmacht alemã. A criação de divisões separadas permitiu aos soviéticos tirassem proveito de sua maior mobilidade em operações em profundidade do tipo guerra de manobra, explorando rapidamente os avanços em vez de simplesmente ajudar a infantaria.
Sentindo corretamente que Stalin considerava novas ideias ameaças potenciais à sua autoridade, Kulik argumentou com sucesso contra a mudança, sugerindo numa carta a Stalin que tais atitudes mostravam uma simpatia ideológica insalubre com a "ideologia fascista degenerada" de favorecer o fingimento e o engano ao invés de ataques frontais. As ideias pouco ortodoxas de Tukhachevski acabaram lhe custando a vida durante o Grande Expurgo, mas em menos de uma década o marechal Gueorgui Júkov estava usando as mesmas técnicas com grande efeito na Manchúria, contra os japoneses. Essa experiência convenceria Stálin do seu valor, e seu uso durante a Operação Bagration teve efeitos muito positivos.
Também não ajudou que Kulik pessoalmente desprezasse tanques e veículos blindados, argumentando que eles eram inferiores aos cavalos e "nunca os substituiriam". Em um episódio conhecido, ele criticou o apoio dado por seu amigo, o marechal Voroshilov, à produção de tanques T-34 e KV-1, que mais tarde provaram ser instrumentos para a sobrevivência da URSS. Depois que sua crítica foi rejeitada por Stalin, e ele foi ordenado a produzir os tanques, Kulik começou a atrasar deliberadamente a produção de munição e armas, resultando em uma escassez drástica de munições de 76,2 mm. No início da guerra, não mais do que 12% dos tanques T-34 e KV-1 tinham carga total de munição; poucos tinham qualquer munição antitanque, a maioria não tinha mais do que alguns projéteis explosivos, e um número chocante de tanques dependia apenas de suas metralhadoras coaxiais, não possuindo cartuchos de 76,2mm. Muitos tanques T-34 e KV-1 foram enviados para a batalha insuficientemente armados e, eventualmente, tiveram que ser abandonados por suas tripulações quando ficaram sem munição.
De particular interesse foi a intromissão de Kulik no armamento dos tanques T-34 e KV-1 antes e durante o período inicial da guerra com a Alemanha. Já contrário aos tanques, Kulik se opôs à adoção da arma F-34 projetada por P. Muraviev do escritório de design de Vasili Grabin. A F-34 provou ser muito mais eficaz e mais barata do que o canhão L-11 de 76,2mm projetado pela Fábrica Kirov, mas como patrono político desta última Kulik foçou a sua adoção. Essa decisão de curta visão acabou exigindo mudanças apressadas nas armas dos tanques KV-1 e T-34 no meio da invasão alemã, quando se tornou evidente que a arma L-11 não era capaz penetrar nem mesmo a blindagem do Panzer III. A crise foi mitigada pela desobediência de Grabin: com o endosso de inimigos políticos de Kulik, ele secretamente ordenou a fabricação de um estoque de reserva de canhões F-34, prevendo corretamente que eles seriam necessários e que a decisão seria finalmente endossada por Stalin, uma vez que se provasse em batalha. Grabin provou-se correto, e embora Kulik tenha tentado denuncia-lo, ele acabou silenciado por numerosas cartas de tripulantes de tanques enviadas a Stalin, elogiando a nova arma.
Kulik também desaconselhou o uso de campos minados como medida defensiva, argumentando serem incompatíveis com uma estratégia propriamente agressiva e "uma arma dos fracos". Essa decisão desastrosa permitiu o movimento essencialmente livre das forças alemãs através das linhas defensivas russas durante a Operação Barbarossa. Ele também apoiou fortemente as recusas de Stálin em autorizar retiradas, e isso permitiu que muitas divisões soviéticas fossem cercadas e aniquiladas, ou rendessem-se em massa aos alemães. Após o rebaixamento de Kulik, a instalação de múltiplas camadas de minas antitanque permitiu tanto a defesa bem-sucedida de Leningrado durante o cerco alemão, quanto o ataque bem-sucedido às forças blindadas alemãs muito mais fortes, na Batalha de Kursk.
Kulik similarmente desconsiderou a produção alemã da submetralhadora MP-40 e sua distribuição às suas tropas de choque, dizendo ser uma "afetação fascista burguesa" que encorajava a imprecisão e o consumo excessivo de munição. Ele proibiu a entrega de submetralhadoras PPD-40 às suas unidades, afirmando que ela era adequada apenas como uma "arma policial". Somente em 1941 as restrições de Kulik foram anuladas, e uma simples modificação do processo de fabricação da PPD-40 permitiu a produção da PPSh-41, que se mostrou uma das mais amplamente produzidas, baratas e eficazes armas de pequeno porte da guerra. De fato, ela era considerada por muitos soldados de infantaria alemães como sendo superior à MP-40.
Enfim Kulik se recusou a aprovar a produção do inovador sistema de artilharia de foguetes Katiusha, simplesmente por não confiar em outra coisa além da artilharia puxada por cavalos da época da Primeira Guerra Mundial. Embora lançadores de foguete pudessem ter sido produzidos muito antes na guerra, Kulik barrou o seu desenvolvimento. Como com outras inovações rejeitadas por ele, o "órgão de Stalin" provou ser uma das invenções soviéticas mais eficazes da guerra, e um grande avanço na tecnologia de artilharia.

## Comando em tempo de guerra
Quando a Alemanha invadiu a URSS em junho de 1941, Kulik recebeu o comando do 54º Exército na Frente de Leningrado. Aqui sua incompetência tornou-se visível, e ele presidiu as derrotas soviéticas que resultaram no cerco a Leningrado. Isso levou o general Gueorgui Júkov a ser chamado às pressas, a fim de estabilizar as defesas e assumir o comando local.
Júkov afirma que Kulik "foi demitido do seu comando, e a Stavka colocou o 54º Exército sob o comando da Frente de Leningrado" em 29 de setembro de 1941. Em 22 de junho, as Indústrias de Defesa e a Diretoria de Artilharia foram transferidas de Kulik para um diretor de fábrica de 32 anos, Dmitrii Ustinov. Em março de 1942, Kulik foi submetido a uma corte marcial e rebaixado ao posto de major-general. Sua amizade com Stalin salvou-o do pelotão de fuzilamento, então o destino dos generais soviéticos derrotados. Em abril de 1943, ele tornou-se comandante do 4º Exército da Guarda, e de 1944 a 1945 ele foi vice-diretor do Diretório de Mobilização e Comandante do Distrito Militar do Volga.

## Estilo de comando
Kulik era considerado um comandante e burocrata notoriamente abusivo e ineficaz, imprevisível e violento em suas ações. Ele defendeu um estilo de comando que ele apelidou de "cadeia ou medalha": aqueles que ele comandou recebiam muitos prêmios e decorações se eles o favorecessem, ou eram presos e enviados ao Gulag sob falsas acusações, se ele não o fizesse. Embora práticas desse tipo fossem relativamente comuns dentre os burocratas stalinistas, a influência de Kulik nas fábricas de armas e departamentos de design estatais resultou em grande interrupção na produção soviética.
Apesar de sua reputação como um oficial incompetente, sua amizade com Stalin o protegia das críticas. Contudo, ele não pôde proteger sua esposa, Kira Simonich, que dois dias antes da promoção de Kulik fora presa sob as ordens de Stalin e posteriormente executada por Vasili Blokhin.

## Massacre de Katin
Uma das poucas ações históricas positivas relacionadas a Kulik foi sua defesa bem-sucedida das vidas de mais de 150 mil prisioneiros de guerra poloneses capturados durante a invasão da Polônia em setembro de 1939. Stalin, preocupado com a invasão da Alemanha nazista, ordenou que todos os poloneses capturados fossem executados como potenciais quinto-colunistas. Sua decisão foi apoiada por Lev Mékhlis, e Lavrenti Beria, mas Kulik, comandante da Frente Polonesa, argumentou duas vezes com Stalin para sua libertação, e acabou convencendo-o a executar apenas oficiais. Assim, mais de 150 mil homens comuns alistados foram libertados.
Apesar dos protestos de Mékhlis e Beria, esses homens foram devidamente libertados. Os 26 mil oficiais restantes foram executados menos de um mês depois (muitos deles pelo carrasco do NKVD, Vasili Blokhin) no Massacre de Katin.
Anos depois de sua nomeação como chefe de artilharia (e seu desempenho pobre em duas guerras separadas), Nikita Khrushchev questionou sua competência a Stalin, mas acabou repreendido: "Você nem conhece Kulik! Eu o conheço da guerra civil, quando ele comandou a artilharia em Tsaritsin. Ele conhece a artilharia!"

## Queda
Depois da guerra, Stalin iniciou uma nova rodada de expurgos militares. Kulik foi demitido de seus cargos em 1946, depois que delatores do NKVD o ouviram dizer que os políticos estavam roubando o crédito dos generais. Preso em 1947, ele permaneceu na prisão até 1950, quando foi condenado à morte e executado por traição. Sua memória foi reabilitada por Nikita Khrushchev em 1956, e ele foi postumamente restaurado ao posto de marechal da URSS.